# Tuborg
Tuborg je dánská značka piva a pivovar. Založen byl roku 1873 na severu Kodaně, v přístavní čtvrti Hellerup, židovským obchodníkem Philipem Heymanem. První produktem byl tzv. červený Tuborg, který se v současnosti vaří již jen jednou ročně v květnu, k oslavě narozenin firmy. První pivo plzeňského typu, jímž se pivovar nakonec proslavil nejvíce, zde bylo uvařeno roku 1880. Od roku 1990 firma připravuje každoročně oblíbený vánoční speciál Tuborg Julebryg (vánoční pivo je novodobou dánskou tradicí, připravují ho i jiné dánské pivovary). Od roku 1970 je pivovar součástí korporace Carlsberg. Pivo Tuborg se prodává ve 31 zemích světa. Sponzoruje například Festivaly Reading a Leeds.